# 价川市
川市（：／ Kaechŏn si */?）是位於朝鮮平安南道北部的城市，距離首都平壤市以北75公里，為朝鲜人口第八多城市。
价川市前身价川郡，於1990年升格為市。為水利資源較為豐富，幾個朝鮮中大型水庫均位於此。畜牧業、園藝業和採礦業也較為發達。還有著名的松巖洞窟，以及1966年發現的帶有星座坑的支石墓。
另外，該市的价川集中營備受爭議，容納有六千餘政治犯。